# Lead Sails Paper Anchor
Lead Sails Paper Anchor è il quarto album studio degli Atreyu. È il primo cd realizzato con la casa discografica Hollywood Records e distribuito in Europa dalla Roadrunner Records. L'album è stato pubblicato il 28 agosto 2007. Il primo singolo è stato Becoming the Bull. In questo loro quarto prodotto, gli Atreyu evidenziano una più forte melodicità rispetto ai tre precedenti; resta comunque la chiara impronta metalcore.
Oltre a Becoming the Bull sono stati estratti come singoli anche Falling Down, Doomsday e Slow Burn.

## Tracce
1. Doomsday – 3:20
2. Honor – 3:08
3. Falling Down – 2:59
4. Becoming the Bull – 3:40
5. When Two Are One – 4:40
6. Lose It – 3:58
7. No One Cares – 3:03
8. Can't Happen Here – 4:02
9. Slow Burn – 3:26
10. Blow – 4:09
11. Lead Sails (And a Paper Anchor) – 4:46

## Formazione
- Alex Varkatzas - voce
- Dan Jacobs - chitarra, cori
- Travis Miguel - chitarra
- Marc McKnight - basso, cori
- Brandon Saller - batteria, voce